# TMNT (jeu vidéo)
TMNT est un jeu vidéo d'action développé par Ubisoft Montréal et édité par Ubisoft, sorti en 2007 sur GameCube, Wii, Nintendo DS, Game Boy Advance, Windows, PlayStation 2, PlayStation Portable et Xbox 360. Il est adapté du long métrage d'animation TMNT : Les Tortues Ninja.

## Système de jeu
Le gameplay de TMNT contient de nombreux segments acrobatiques dans la lignée d'une autre série de jeux Ubisoft , Prince of Persia . Le jeu propose 16 niveaux d'histoire et 16 niveaux de défi à débloquer. Le jeu propose également quatre personnages jouables, chacun avec son style de combat et ses capacités uniques. Le jeu encourage le jeu coopératif , car le joueur devra utiliser les capacités spéciales de chaque tortue pour se déplacer dans son environnement.

## Accueil
- Jeuxvideo.com : 11/20[1] - 6/20 (PSP)[2] - 14/20 (GBA)[3] - 7/20 (DS)[4]